# Yellow Cab (časopis)
Časopis Yellow Cab je mesečnik koji izlazi u Beogradu. Pokrenut 2001 godine od strane Žakline Nikolić i Gorana Cvetkovića. Osnovni sadržaj časopisa čini pregled mesečnih kulturnih dešavanja u Beogradu ali časopis takođe objavljuje i autorske članke. U početku se štampao u formatu A5 a distribuirao besplatno. U 2003 godini upravljanje potpuno preuzima Goran Cvetković i veoma brzo se povećao tiraž i broj strana. 

## Prodaja na kioscima
2005 godine časopis počinje da se štampa u formatu A4, a krajem 2005 časopis počinje da se prodaje na kioscima. Već tada stiče kultni status obzirom da predstavlja jedini medij u kome se može saznati kompletna gradska kulturna ponuda.

## TV Produkcija
U cilju promocije ali i zbog ideje da se delatnost proširi i na televiziju krajem 2005 godine na TV B92 počinje da se emituje TV emisija pod nazivom Yellow Cab. Ona se emitovala sve do marta 2011 godine tako da predstavlja jednu od najdugovečnijih emisija na TV B92. Pored postojeće emisije 2008 je produciran i serijal od dvanaest emisija pod nazivom Art tendencije. Yellow Cab poseduje sopstvenu opremu tako da predstavlja potpuno nezavisnu TV produkciju.

## Ostala specijalizovana izdanja
Od 2007 godine izdaje se tradicionalni vodič kroz restorane u Beogradu i Novom Sadu. Vodič izlazi na godišnjem nivou.

## Internet
takođe poseduje od 2005 godine i sopstveni vebsajt na adresi www.yc.rs. U oktobru 2011 se planira kompletan redizajn internet stranice sa ciljem da postane društvena mreža.

## Značaj
U 2011 godini je proslavljen izlazak stotog broja. Bez obzira na ekonomsku krizu i pojavu brojnih konkurenata časopis je uspeo da se održi. Danas na tržištu štampanih medija Yellow Cab predstavlja jedini časopis koji se isključivo bavi kulturom.